# لانتان آلومینات
آلومینات لانتان یک ترکیب معدنی با فرمول LaAlO 3 است که اغلب به اختصار LAO نامیده می‌شود. این ترکیب یک اکسید سرامیکی نوری شفاف با ساختار پروسکایت کج است.

## ساختار و سنتز
نانوذرات رنگدانه ای اکسیدهای لانتانوم روی الومینات با استفاده ازروش احتراق درکوره دردمای پایین تهیه شد این کاریک روش سنتزی براساس نشاسته است که بعنوان یک سوخت الی عمل می کندوردرنهایت درکوره سوزانده میشود نشاسته یک تمپلیت کننده خوب می باشد دراینکارهمچنین اثرPH برمورفولوژی و اندازه ی ذرات بررسی گردید ویژگیهای ساختاری ذرات توسط تکنیکهای پراش پرتوایکس xRD انالیز عنصری EDAX و طیف سنجی مادون قرمز IR موردبررسی قرارگرفت همچنین برای مطالعه ی مورفولوژی نانوذرات ازمیکروسکوپ روبشی الکترونی sEM استفاده شد اندازه نانوذرات طبق معادله دبای شرر و درحدود 25-20 نانومتر بدست امد با افزایش امونیوم هیدروکسید که برای افزایش PH محلول استفاده میشود به سرعت ژل سفیدرنگی تشکیل شد تصاویر بدست امده ازSEM نشان داد که با افزایش PH ذرات اگلومره شده و به شدت بهم چسبیده و مدت زمان کلسینه شدن به طور قابل توجهی افزایش می یابد اما زمان ژله ای شدن کاهش پیدا می کند افزایش PH تاثیرچندانی براندازه ی ذرات نداشت نانوذرات بدست امده درPH های اسیدی بسیارسبک و نرم بودند.

## خواص
{\displaystyle {\ce {LaAlO3}}} کریستالی دارای ثابت گذردهی نسبی نسبتاً بالا ۲۵ ~ است. ساختار بلوری LAO یک ساختار پروسکایت کج لوزوجهی با پارامتر ثابت شبکه شبه مکعبی ۳٫۷۸۷ آنگستروم در دمای اتاق (اگر چه یک منبع ادعا می‌کند که پارامتر شبکه است 3.82). سطوح تک کریستالی صیقلی LAO دوقلویی کریستال را با چشم غیر مسلح نشان می‌دهد.

## کاربردها

### لایه نازک رونشستی
برآرایی لایه نازک LAO می‌توانند اهداف مختلفی را برای ساختارهای ناهمگن همبسته الکتریکی و دستگاه‌ها داشته باشند. LAO گاهی به عنوان عایق رونشستی بین دو لایه رسانا استفاده می‌شود. لایه‌های رونشستی LAO را می‌توان با چندین روش، معمولاً توسط رسوب لیزر پالس (PLD) و برآرایی پرتو-مواکولی (MBE) رشد داد.

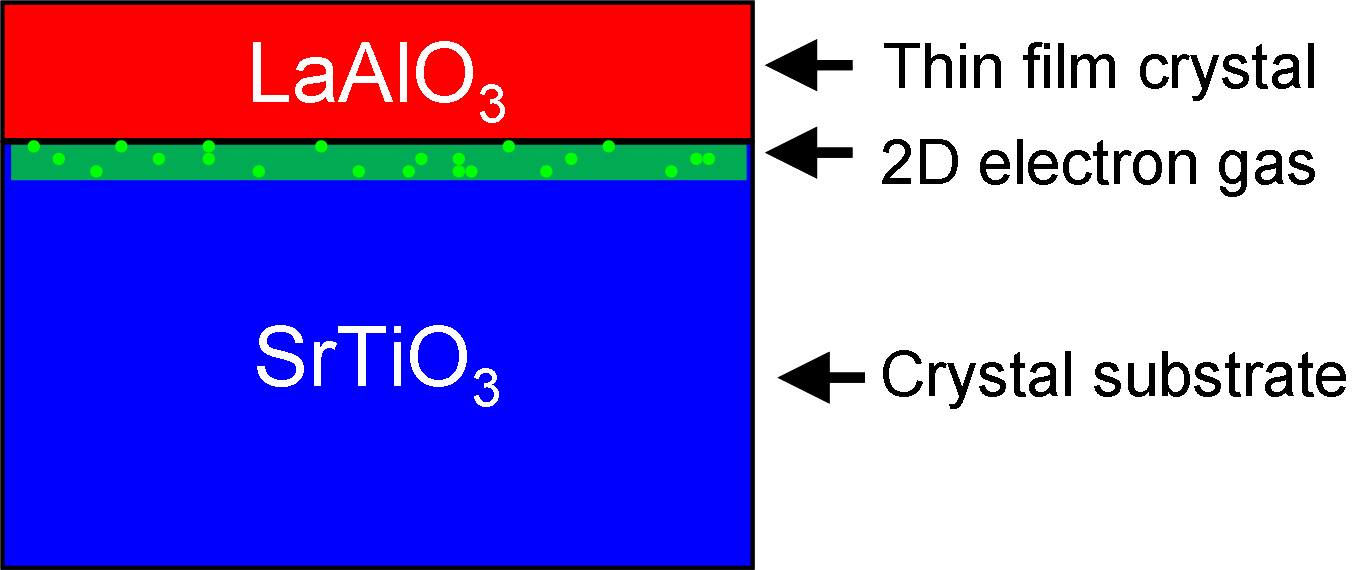
یک طرح‌واره از برش عرضی 2DEG در فصل مشترک LAO-STO تشکیل شده

## رابط‌های LAO-STO
مهمترین و متداول‌ترین کاربرد برای رونشستی LAO در رابط آلومینات لانتان-تیتانات استرانسیم است. در سال ۲۰۰۴، کشف شد هنگامی که ۴ واحد سلول یا بیشتر LAO به صورت برآرایی (رونشستی) روی تیتانات استرانسیم ({\displaystyle {\ce {SrTiO3}}}،{\displaystyle {\ce {STO}}}) رشد می‌کند، یک لایه رسانای ۲ بعدی در رابط آنها تشکیل می‌شود. به صورت جداگانه،{\displaystyle {\ce {LaAlO3}}} و {\displaystyle {\ce {SrTiO3}}} عایق غیر مغناطیسی هستند، با این وجود رابط‌های {\displaystyle {\ce {LaAlO3}}} / {\displaystyle {\ce {SrTiO3}}} رسانای الکتریکی، ابررسانایی، فرومغناطیس، مغناطومقاومت بزرگ در سطح منفی، و فوتو رسانندگی غول پیکر پایدار را نشان می‌دهد. مطالعه چگونگی ظهور این خصوصیات در رابط‌های {\displaystyle {\ce {LaAlO3}}} / {\displaystyle {\ce {SrTiO3}}} ،یک موضوع پژوهشی در حال رشد در زمینه تحقیقات فیزیک ماده چگال است.

### زیرلایه‌ها
تک بلورهای آلومینات لانتانیم به‌صورت تجاری به عنوان بستری برای برآرایی ساختار پروسکایت در دسترس هستند، و به ویژه برای ابررساناهای کوپریت موجود است.

### لایه‌های نازک غیر رونشستی
لایه‌های نازک آلومینات لانتان به عنوان مواد کاندیدا برای دی‌الکتریک با کاپای زیاد به همراه کیفیت بالا در اوایل دهه ۲۰۰۰ در نظر گرفته شدند. با وجود ثابت عالی گذردهی نسبی ~ ۲۵، آنها در تماس با سیلیکون در دمای مربوطه (۱۰۰۰ درجه سانتی گراد) به اندازه کافی پایدار نبودند.